# ديفيد جيمس تايلور
ديفيد جيمس تايلور هو سياسي كندي، ولد في 1889، وتوفي في 9 يناير 1969. حزبياً، نشط في United Farmers of Ontario ‏. وقد انتخب عضو برلمان مقاطعة أونتاريو.